# Love Is Only a Feeling
«Love Is Only a Feeling» es una canción interpretada por la banda británica The Darkness. Fue lanzada como el cuarto sencillo de su álbum Permission to Land. El sencillo alcanzó la posición 5 en la UK Singles Chart.

## Video musical
El video musical de la canción fue grabado en una meseta en las Montañas Azules (Australia) y en la selva amazónica de Venezuela y Brasil.

## Listas de popularidad
| Lista (1989)                      | Posición más alta |
| --------------------------------- | ----------------- |
| Australian Singles Chart          | 35                |
| Irish Singles Chart               | 10                |
| Listas musicales de Alemania      | 95                |
| Nederlandse Top 40 (Países Bajos) | 92                |
| New Zealand Singles Chart         | 22                |
| Sverigetopplistan (Suecia)        | 55                |
| UK Singles Chart                  | 5                 |

## Listado de canciones
1. «Love Is Only A Feeling»
2. «Curse Of The Tollund Man»